# EZO
EZO (イーズィーオー, Iiziiō), stylisé E・Z・O, est un groupe de heavy metal japonais, originaire de Sapporo. Actif pendant les années 1980, le groupe se forme initialement en 1982 sous le nom de Fratvacker, puis Flatbacker, avant de changer pour EZO. Ils se séparent en 1990.

## Biographie
Le groupe est formé en 1982 sous le nom Fratvacker, sortant un EP-démo en 1984,,. Il signe en 1985 sur le label Victor Entertainment, et sort deux albums en 1985 et 1986 sous le nom Flatbacker, avant de changer de label.
En 1987, les membres de Flatbacker partent s'installer aux États-Unis, changeant de label et de nom pour E・Z・O (EZO), phonétiquement l'ancien nom de leur région natale Hokkaidō (ex-Eizo). Le groupe sort deux autres albums en anglais sur le label américain Geffen Records en 1987 et 1989, le premier étant produit par Gene Simmons de Kiss, avant de se séparer en 1990. Leur album EZO (1987) est classé 150e des classements américains.
Le chanteur Masaki Yamada rejoint ensuite le groupe Loudness en 1992, suivi par son batteur Hiro Honma en 1994. Après la reformation du Loudness des origines en 2000, Honma rejoint le groupe Anthem, et Masaki Yamada forme le groupe FiRESiGN en tant que bassiste.

## Membres
- Masaki Yamada (山田雅樹?) - chant (futur Loudness, FiRESiGN)
- Shoyo Iida (飯田昌洋?) - guitare
- Taro Takahashi (高橋太郎?) - basse
- Hirotsugu « Hiro » Homma (本間大嗣?) - batterie (futur Loudness, Anthem)